# RTL sport HD
RTL Sport HD était une chaîne de télévision thématique belge francophone évènementielle diffusée en HD pour effectuer une transition vers une diffusion en HD 24h/24. Le 30 août 2010, vers 9 heures, RTL Sport a laissé place à RTL-TVI HD, Club RTL HD et Plug RTL HD. La marque RTL Sport et son logo sont toujours utilisés pour le sport sur le site internet rtl.be ou à la télévision.

## Programmes
Cette chaîne proposait simultanément des évènements sportifs diffusés sur les chaînes RTL TVI, Club RTL et Plug RTL, sur un canal HD spécifique.

### Capital
RTL Sport HD était éditée par la société belge TVi SA, détenue à 66 % par RTL Group et à 34 % par le groupe éditorial belge Audiopresse.

## Diffusion
La chaîne était diffusée uniquement en numérique sur le canal 42 de Belgacom TV, chez VOO sur le canal 504, chez Numericable sur le canal 110. 